# 王波 (足球教练)
王波（1970年—），辽宁省沈阳市人，中国足球主教练，退役足球运动员，现任江西庐山主教练兼领队。

## 足球生涯
王波从小踢球，中国足球职业化之前他曾是一名专业球员。1993年，王波的父母在一场车祸中双双身亡，悲痛的王波选择了提前退役。
料理丧事之后，他到沈阳体育学院足球专业进修，1997年毕业。毕业后，王波从基层做起，花了三年时间向老一辈青训教练们讨教经验。他从东北三省的足球学校、少年体校、足球传统小学搜寻了四十多个有天赋的、1989年之后出生的孩子，在2000年组成了一支足球队。王波既是他们的教练，也负责照顾他们的生活，被他们称为“孩子王”。2003年，王波的这支球队被上海中远汇丽足球俱乐部（今贵州人和足球俱乐部）收购，成为球队的梯队，王波仍然是这支梯队的教练。2006年，上海中远迁到陕西，王波也随队入陕，这支队伍成了西安浐灞的U17梯队。这一年，梯队参加了全国U19预备队锦标赛，虽然平均年龄比其它队伍小两岁，但球队闯入了四强，最终夺得第三名。同年，王波带领这支梯队夺得了U17优胜者杯的冠军。2007年，王波成为时任陕西中新主教练成耀东的副手，由于成耀东一度被禁赛，王波还担起了执行教练的任务。2008年，陕西中新U19梯队以陕西四达足球俱乐部西安世园队的名义参加中乙联赛，王波任主教练，球队排在预赛北区第5名，无缘全国总决赛。这年，U19梯队在全国青少年足球联赛U19组第一阶段比赛拿到冠军，第二阶段比赛夺得亚军。2009年，王波带领U19梯队代表陕西省参加第十一届全运会男足甲组的比赛，预赛就被淘汰。2011年7月，王波带领陕西浐灞U17队以七连胜的成绩夺得全国青年锦标赛冠军。8月，他带领这支U17队又参加了第七届城运会男足乙组的比赛，球队以“西安队”的名义参赛，打入决赛阶段，最终名列第七。
2013年，王波出任贵州人和领队。2014年，贵州人和与太原中优嘉怡两俱乐部合作，太原中优嘉怡以贵州人和多名年轻球员为班底，球员的所有权仍归贵州人和，贵州人和帮助太原队冲入中甲联赛，王波出任太原队的主教练兼领队。这个赛季，太原队以北区第一的身份打入全国总决赛，最后夺得全国亚军，如愿升入中甲联赛。太原中优后来北迁内蒙古呼和浩特市，王波继续担任主教练。
2024年4月22日，中甲江西庐山足球俱乐部官方宣布，王波出任一线队教练兼领队